# Rolf Gråtrud
Rolf Gråtrud est un biathlète norvégien, né en 1918 ou 1919.

## Biographie
Arrivant 22e de l'individuel, il gagne une médaille de bronze par équipes aux Championnats du monde 1958, avec Arvid Nyberg, Asbjørn Bakken et Knut Wold. Il s'agit de sa seule sélection en championnat majeur.

## Palmarès
- Championnats du monde 1958 à Saalfelden :
  -  Médaille de bronze à la compétition par équipes.